# Luzula campestris
Luzula campestris es una herbácea de la familia de las juncáceas.

## Caracteres
Hierba perenne a través de rizoma, laxamente cespitosa. Tallos erectos, de 10-30(-40) cm de altura. Hojas blandas, suberectas, de hasta 4 mm de anchura, dispersa y largamente ciliadas en los bordes. Flores regulares dispuestas en glomérulos; 6 tépalos de color pardo-rojizo, de 3-4 mm de longitud; 6 estambres. Fruto en cápsula con 3 semillas. Florece en primavera y verano.

## Hábitat
Frecuente no solo en los cervunales, sino en otros prados, y en piornales y bosques aclarados.

## Distribución
Se encuentra en Europa.

## Sinonimia
- Juncus campestris L., Sp. Pl.: 329 (1753).
- Luciola campestris (L.) Sm., Engl. Fl. 2: 181 (1824).
- Gymnodes campestris (L.) Fourr., Ann. Soc. Linn. Lyon, n.s., 17: 172 (1869).
- Luzula vulgaris Buchenau, Bot. Jahrb. Syst. 7: 175 (1885), nom. superfl.
- Juncoides campestris (L.) Kuntze, Revis. Gen. Pl. 2: 724 (1891).
- Cyperella campestris (L.) MacMill., Metasp. Minnesota Valley: 143 (1892).
- Juncoides campestris var. vulgaris E.Sheld., Bull. Geol. Nat. Hist. Surv. 9: 64 (1894), nom. inval.
- Luzula subpilosa V.I.Krecz. & Gontsch. in V.L.Komarov (ed.), Fl. URSS 3: 571 (1935), nom. superfl.
- Cyperella campestris var. multiflora (Ehrh.) MacMill., Metasp. Minnesota Valley: 143 (1892).

subsp. campestris Europa y Norte de África.
- Luzula chabertii Rouy in G.Rouy & J.Foucaud, Fl. France 13: 266 (1912).
- Luzula campestroides H.Lév., Bull. Acad. Int. Géogr. Bot., IV, 25: 48 (1917), nom. superfl.
- Luzula insularis (Briq.) Prain, Index Kew., Suppl. 5: 157 (1921).

subsp. nevadensis P.Monts., Anales Inst. Bot. Cavanilles 21(2): 492 (1964)  España.